# سند بدهکاری مورفی
سند بدهکاری مورفی (انگلیسی: Murphy's I.O.U.) یک فیلم کوتاه کمدی به کارگردانی مک سنت است که در سال ۱۹۱۳ منتشر شد.

## گزیدهٔ بازیگران
- فیلیس آلن
- راسکو آرباکل
- نیک کاگلی
- دات فارلی
- هنری لرمن
- فرد میس
- هنک من
- چارلز ماری
- فورد استرلینگ
- اَل سنت جان
- مک سنت